# Emmanuel Plasson
Pour les articles homonymes, voir Plasson.
Emmanuel Plasson, né en 1965, est un chef d'orchestre français. 

## Biographie
Fils du chef d'orchestre Michel Plasson, Emmanuel Plasson commence des études musicales de piano au conservatoire de Toulouse, avant d'étudier le violon avec sa mère, Mercedes Plasson. Il obtient une médaille d'or[Quoi ?] en 1981. En 1984, il est élève de violon dans la classe de David Takeno à la Guidhall School of Music and Drama de Londres, d'où il sort diplômé en 1986. En 1988, il crée à Radio France le concerto n°2 pour violon et orchestre à cordes d'Aubert Lemeland, qu'il a enregistré avec l'ensemble instrumental de Grenoble. Par la suite, à partir des années 1990, Emmanuel Plasson poursuit ses études musicales aux États-Unis, notamment à l’école « Pierre Monteux » dans le Maine, puis à l’école de musique de Yale. Il se tourne alors vers l'étude de la direction d'orchestre. Il remporte le concours international de direction d’orchestre Donatella Flick en 1994, dirigeant l’Orchestre Philharmonia de Londres.
Sa carrière de chef débute en 1997, lorsqu'il dirige le Royal Ballet du Covent Garden. À la fin des années 1990, il est chef assistant au Metropolitan Opera de New York. Parmi les orchestres prestigieux qu'il a dirigés, figurent le BBC Philharmonic Orchestra, le BBC National Orchestra du pays de Galles, le Royal Scottish National Orchestra, l’Ulster Orchestra, et le Northern Sinfonia. En 2002, il a fait ses débuts avec Opera North dans L'Enfant et les Sortilèges de Maurice Ravel,  et Petrouchka d'Igor Stravinsky, et a dirigé Werther de Jules Massenet au Théâtre Royal du Danemark à Copenhague. En Australie, il a dirige Faust de Gounod, Orphée aux Enfers et La Traviata à Sydney,  Manon à l’Opéra de Melbourne, et Carmen avec le New Zealand Opera à Wellington et Auckland. Il a dirigé les orchestres symphoniques d’Adélaïde, de Melbourne et le Western Australian.
En France, il a notamment travaillé avec l’Ensemble orchestral de Paris, l’Orchestre national du Capitole de Toulouse, l’Orchestre régional de Cannes, l’Orchestre national de Bordeaux. En 2005, il dirige une production des Pêcheurs de perles de Bizet à New York, et en 2007 Cendrillon de Prokofiev à Tokyo.